# We Are the Champions
We Are the Champions је песма групе Квин из 1977. године објављена као сингл са албума News of the World. Једна је од најпознатијих и најпрепознатљивијих песама не само групе Квин већ и у рок музици и музици уопште. Године 2009. песма је уврштена у Кућу славних награде Греми и изгласана као најпопуларнија песма на свету 2005. године у анкети коју је организовао Сони Ериксон. Године 2011. научници су утврдили да је „најзаразнија” песма у историји популарне музике.
Песма је постала заштитни знак спортских догађаја, посебно тренутака када победнички тим прима пехар.